# Folke Odenbring
Karl Artur Folke Odenbring, född 13 juli 1902 i Tveta socken, död 23 september, 1990 i Linköping, Linköpings kommun, var en svensk präst i Hovs församling och Väderstads församling och kontraktsprost i Göstrings och Lysings kontrakt.

## Biografi
Folke Odenbring föddes 13 juli 1902 i Tveta socken. Han var son till hemmansägaren Leonard Johansson och Hildegard Carlsson. Odenbring blev1927 student vid Uppsala universitet, Uppsala. Han tog 29 maj 1929 teologisk-filosofisk examen, 15 september 1932 teologisk kandidat och 14 december 1932 praktisk teologisk professor. Odenbring prästvigdes 18 december 1932 och blev 8 augusti 1934 komminister i Misterhults församling, tillträdde 1 juli 1935 och blev 21 mars 1942 kyrkoherde i Hovs församling, tillträdde direkt. Han blev 1962 kontraktsprost i Göstrings och Lysings kontrakt. Odenbring avled 23 september, 1990 i Linköping.
Odenbring blev 1960 ordförande i Mjölby-Skänningekretsen, SPF. Han blev samma år ledamot i utskottet i Linköping. Odenbring föreläste i kyrklig konst, konsthistoria och kulturhistoria. Hans fritidsintressen bestod av konsthistoria och botanik.

### Familj
Odenbring gifte sig 23 juni 1935 med Inez Anna Maria Lennartson (född 1908). Hon var dotter till byggmästaren och kyrkvärden Johan Fredrik Lennart Johansson och Ida Maria Jonsson. De fick tillsammans fyra barn vara två tvillingar dog tidigt.